# Železniško postajališče Novo mesto Šmihel
Železniško postajališče Novo mesto Šmihel je postajališče, ki leži v Novem mestu v Šmihelu na progi Ljubljana - Metlika. Zgrajeno je bilo leta 2018 in je predvsem namenjeno dijakom in zaposlenim na Šolskem centru Novo mesto, ki leži v neposredni bližini.